# Xã Severn, Quận Stutsman, Bắc Dakota
Xã Severn (tiếng Anh: Severn Township) là một xã thuộc quận Stutsman, tiểu bang Bắc Dakota, Hoa Kỳ. Năm 2010, dân số của xã này là 51 người.